# Ancemont

Ancemont este o comună în departamentul Meuse din nord-estul Franței. În 2010 avea o populație de 599 de locuitori.

## Evoluția populației
| An        | 1975 | 1982 | 1990 | 1999 | 2006 | 2010 |
| --------- | ---- | ---- | ---- | ---- | ---- | ---- |
| Populație | 615  | 635  | 654  | 591  | 571  | 599  |